# Jewgienij Botiarow
Jewgienij Michajłowicz Botiarow (ros. Евгений Михайлович Ботяров, ur. 3 sierpnia 1935, zm. 14 maja 2010) – radziecki i rosyjski kompozytor muzyki filmowej. 

## Życiorys
Absolwent Konserwatorium Moskiewskiego. W latach 1964–1966 wykładał w Muzycznym Instytucie Pedagogicznym im. Gniesinych. Od 1966 wykładał w Konserwatorium Moskiewskim instrumentację i czytanie partytur. Od 1995 roku profesor. Od 1997 roku kierownik katedry instrumentacji.

## Wybrana muzyka filmowa
- 1971: Pieśni lat pożogi
- 1973: Wasilijok
- 1974: Lew z karuzeli
- 1977: Słoneczko na nitce
- 1979: Żółty słoń
- 1981: Tygrysek na słoneczniku

## Odznaczenia
- Zasłużony Działacz Sztuk Federacji Rosyjskiej (1995)[1]
- Order Honoru (2003)[2]
- Order Przyjaźni (2007)[3]